# Le avventure di un americano alla corte di re Arturo
Le avventure di un americano alla Corte di re Arturo (A Connecticut Yankee in King Arthur's Court) è un film muto del 1921 diretto da Emmett J. Flynn.
La sceneggiatura di Bernard McConville adatta per lo schermo Un americano alla corte di re Artù, il romanzo fantastico di Mark Twain pubblicato a New York nel 1889.

## Produzione
Il film fu prodotto dalla Fox Film Corporation.

## Distribuzione
Il copyright del film, richiesto da The Mark Twain Co., fu registrato il 20 dicembre 1920 con il numero LP16111.

Distribuito dalla Fox Film Corporation, il film - presentato da William Fox - uscì nelle sale cinematografiche degli Stati Uniti il 14 marzo 1921. In Danimarca, il film fu distribuito il 17 agosto 1925 con il titolo De gæve Riddere; in Svezia, con quello di En yankee vid kung Arthurs hov. Nel 1925, la Fox lo distribuì anche in Italia con il visto di censura numero 20948.
Copie incomplete della pellicola si trovano conservate negli archivi del Museum Of Modern Art di New York e della Library of Congress di Washington.